# Florilegus flavohirtus
Florilegus flavohirtus är en biart som beskrevs av Urban 1970. Florilegus flavohirtus ingår i släktet Florilegus och familjen långtungebin. Inga underarter finns listade i Catalogue of Life.